# Heteromysis nomurai
Heteromysis nomurai är en kräftdjursart som beskrevs av Murano och Nobuyuki Fukuoka 2003. Heteromysis nomurai ingår i släktet Heteromysis och familjen Mysidae. Inga underarter finns listade i Catalogue of Life.